# Iołgo
Iołgo (ros. Иолго) – pasmo górskie w azjatyckiej części Rosji, w północnej części Ałtaju, stanowiące dział wodny pomiędzy zlewniami Katuniu i Bii. Rozciąga się na długości ok. 90 km. Najwyższy szczyt, Albagan, osiąga 2615 m n.p.m. Pasmo zbudowane jest z wapieni, piaskowców, dolnopaleozoicznych łupków i skał tufogenicznych poprzecinanych granitami. Dominuje rzeźba średniogórska. Wschodnie zbocza porośnięte są tajgą świerkowo-jodłowo-sosnową, natomiast zachodnie lasami brzozowo-sosnowo-modrzewiowymi. Powyżej 1700 m n.p.m. występują łąki subalpejskie i alpejskie, tundra górska oraz rumowiska skalne.